# يوكي بهامبري
يوكي بهامبري مواليد 4 يوليو 1992 في نيودلهي، هو لاعب كرة مضرب هندي سابق بدأ مسيرته كمحترف سنة 2008 وكان يلعب باليد اليمنى. أعلى تصنيف له في الفردي كان المركز الـ 88 في سنة 2015. أعلى تصنيف له في الزوجي كان المركز الـ 138 في سنة 2014.

## الميداليات
| الميدالية | المسابقة                              |
| --------- | ------------------------------------- |
| برونزية   | دورة الألعاب الآسيوية 2014            |
| برونزية   | دورة الألعاب الآسيوية 2014            |
| فضية      | الألعاب الأولمبية الصيفية للشباب 2010 |

## روابط خارجية
- يوكي بهامبري على موقع رابطة محترفي التنس (الإنجليزية)
- يوكي بهامبري على موقع الاتحاد الدولي لكرة المضرب (الإنجليزية)
- يوكي بهامبري على موقع كأس ديفيز (الإنجليزية)
- يوكي بهامبري على موقع خلاصة التنس.كوم (الإنجليزية)
- يوكي بهامبري على موقع إي إس بي إن.كوم (الإنجليزية)
- يوكي بهامبري على موقع أوليمبيديا (الإنجليزية)